# Cuartel de Instrucción de Marinería (Cartagena)
El Cuartel de Instrucción de Marinería (CIM) es un antiguo cuartel de Cartagena (Murcia) España. Situado en calle Real, en el Casco Antiguo, hoy sede de la Facultad de Ciencias de la Empresa y de la Escuela Técnica Superior de Arquitectura y Edificación de la Universidad Politécnica de Cartagena.

## Historia

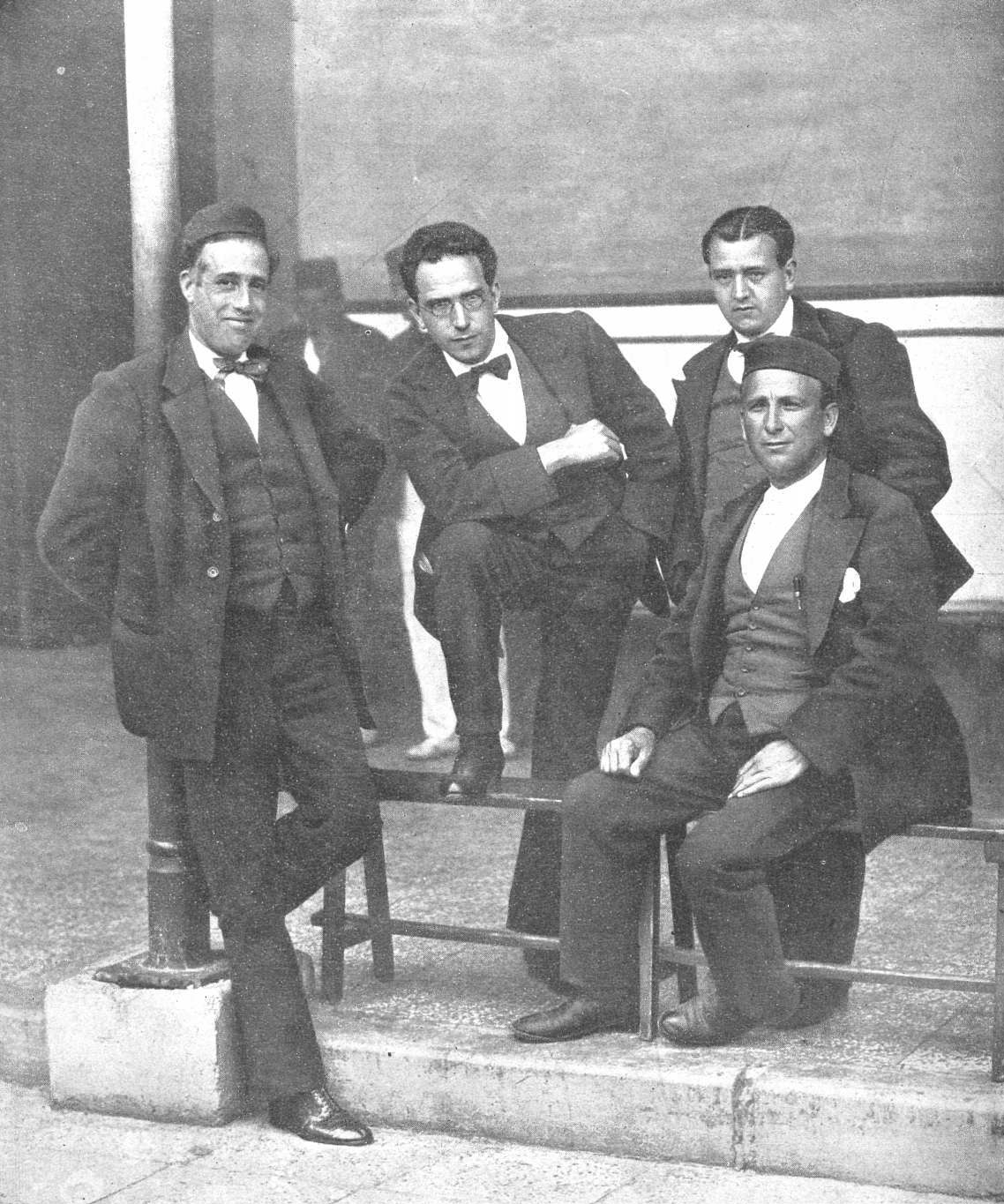
Besteiro, Anguiano, Saborit y Largo Caballero en la prisión de Cartagena, por Campúa (1918)

El edificio fue construido bajo la dirección del arquitecto Mateo Vodopich en los aledaños del Arsenal entre los años 1776 y 1785, manteniendo durante la mayor parte de su existencia la función de penal militar bajo el nombre de Cuartel de Presidiarios y Esclavos. Esto era debido a que allí residían los esclavos que trabajaban en los diques de Feringán, motivo por el cual estaba incluido en el recinto del Arsenal, rodeado por un muro perimetral. Posteriormente cumplió funciones de penal hasta mediados del siglo XX. Por sus celdas pasaron miles de personas simultáneamente, alcanzándose escenarios de hacinamento ya desde 1786, con 2530 reclusos, o una cifra superior a 1900 en el año 1890, que convertía al centro en la penitenciaría más poblada de Europa en aquel entonces, en palabras del jurista Pedro Armengol y Cornet.
Asimismo, no fueron pocas las veces en que fueron internados individuos a causa de acontecimientos políticos. Así, en 1917 fueron encarcelados los políticos socialistas Julián Besteiro, Daniel Anguiano, Andrés Saborit y Francisco Largo Caballero por su llamamiento a la huelga general de aquel año, y en 1935 los consejeros de la Generalidad de Cataluña Martí Barrera, Martí Esteve, Ventura Gassol y Pere Mestres por su participación en la proclamación del Estado Catalán de 1934. La presencia de estos últimos provocó un motín fallido en los días posteriores a la victoria del Frente Popular en las elecciones generales de febrero de 1936, cuando el resto de presos pretendió liberar a los catalanes sin esperar a la prometida amnistía del nuevo Gobierno.
En 1946, tras la guerra civil, se decidió cambiar su función a la de dar instrucción a los hombres reclutados para la Armada Española hasta 1999, fecha en la que quedó en desuso.
Entre 2007 y 2010, tras ser cedido a la UPCT, fue rehabilitado por el arquitecto cartagenero José Manuel Chacón, en una intervención que le mereció un reconocimiento expresado en varios premios. Durante las obras, y bajo polémica por la «descontextualización», fueron demolidas la antigua fachada frontal –incluido el muro conector al Arsenal– y la farmacia anexa, y surgió un debate sobre si debía conservarse la portada que erigiese el arquitecto modernista Celestino Aranguren durante la restauración de 1910. Numerosos ciudadanos, colectivos y los partidos de la oposición en el Ayuntamiento se posicionaron en contra de su derribo, de modo que finalmente se acordó respetar el pórtico y restaurarlo también por el Ministerio de Defensa.
En la actualidad es el tercer campus de la Universidad, y alberga la Facultad de Ciencias de la Empresa (FCCEE) y la Escuela Técnica Superior de Arquitectura y Edificación (ETSAE). En la planta baja tiene su sede también el Museo Naval de Cartagena.

### El incidente Atarés-Gutiérrez
El 17 de noviembre de 1978 se produjo un famoso incidente en el cuartel. A tres años de la muerte del dictador Francisco Franco, el gobierno de Adolfo Suárez tenía preparado un referéndum para ratificar la Constitución, que no gozaba del aprecio del búnker, un sector inmovilista con gran calado en las Fuerzas Armadas.
Aquel día llegó a Cartagena el teniente general Manuel Gutiérrez Mellado, vicepresidente y ministro de Defensa, para entrevistarse con los mandos. En una conversación abierta tomó la palabra el capitán de corbeta Gonzalo Casado, recitando los atentados terroristas de los últimos años y tachando la Constitución de «divorcista y atea». El ministro entonces le retiró la palabra asegurando que el texto constitucional no era del Gobierno sino del pueblo, a lo que respondió un exaltado general Juan Atarés, jefe de la Guardia Civil del Levante gritando «La Constitución es la mayor mentira», para a continuación vociferar «¡Arriba España y viva Franco!». Gutiérrez Mellado ordenó su expulsión de la sala y arresto, con una parte de los asistentes aplaudiendo al general. Antes de salir seguido del futuro golpista Jaime Milans del Bosch, el general lo tildó de "traidor" y "embustero", a lo que el ministro respondió mandando a los presentes cuadrarse y que abandonara la sala quien estuviera de acuerdo, siendo ahora él el aplaudido. Al rato volvieron a entrar Atarés y Milans del Bosch, volviendo el primero a arremeter contra Gutiérrez Mellado con una retahíla de insultos.
El general Atarés fue confinado al arresto domiciliario en espera de un consejo de guerra, que finalmente lo absolvió el 28 de mayo de 1979. El 23 de diciembre de 1985 sería asesinado por la organización terrorista ETA.